# Milt Plum
(en) Statistiques sur pro-football-reference
Milton Ross Plum (né le 20 janvier 1935) est un joueur américain de football américain évoluant au poste de quarterback pour les Browns de Cleveland (1957-1961), les Lions de Détroit (1962-1967), les Rams de Los Angeles (1968) et les Giants de New York (1969) en National Football League.